# Tre donne alte
Tre donne alte (Three Tall Women) è un dramma di Edward Albee, vincitore del Premio Pulitzer alla miglior opera teatrale nel 1994.

## Trama

### Primo atto
A, B e C si trovano nella camera da letto di A; è l'anziana signora a parlare soprattutto, spesso presa nelle reminiscenze del suo passato e dei giorni felici ormai lontani, ricordando ed invocando amici e conoscenti defunti da anni, soffermandosi particolarmente sul rapporto con il marito. I ricordi positivi dell'infanzia, cedono il posto a quelli più negativi legati al matrimonio, ai tradimenti del marito e alla sua morte straziante. B e C, che lo spettatore non può ancora identificare come le copie più giovani di A, ma piuttosto come sue assistenti e badanti, hanno un atteggiamento differente nei confronti di A: B, seppur ironica, è protettiva con A, mentre C è decisamente caustica ed indisponente. Infatti, C spesso fa notare ad A le incongruenze nei suoi racconti, nonostante i ripetuti inviti di B a lasciarla nel suo “mondo”. Mentre racconta un altro ricordo alle due donne, A ha un crollo e perde i sensi.

### Secondo atto
Mentre un manichino di A giace in un letto di ospedale attaccato ad un respiratore, A, B e C, ora identificabile come la stessa persona, discutono della propria esistenza. A e B si divertono a prendere in giro e spaventare C, svelandole particolari inquietanti sul suo futuro.
Ad un certo punto, il figlio delle tre donne entra nella stanza e si siede accanto al letto in cui giace il manichino raffigurante A. B ed A sono irritate dalla sua presenza, a causa di antichi litigi avuti con lui a causa del suo orientamento sessuale e che lo hanno spinto a scappare di casa. C, troppo giovane per conoscerlo, osserva incuriosita la vicenda. Il ragazzo, che non può vedere le tre donne, abbandona il capezzale della madre.
A, B e C parlano dei momenti migliori della vita e, in una riflessione particolarmente amara sull'esistenza, A afferma che il momento migliore sia stato la morte (“Questo è il momento migliore: è quando tutto è compiuto. Quando ci fermiamo. Quando ci possiamo fermare”).

## Personaggi
- A: Un'anziana donna di più di novant'anni, magra, affetta dal morbo di Alzheimer, ma ancora orgogliosa, elegante e autocratica.
- B: è la versione cinquantaduenne di A, con un atteggiamento molto cinico nei confronti della vita. Pur non apprezzando A, impara molto da lei.
- C: è la versione ventiseienne di A. Tiene verso A un atteggiamento di disprezzo e superiorità, ma nel corso dell'opera, la sua stima in se stessa vacilla, proprio a causa dei reiterati attacchi delle sue versioni più anziane.
- Ragazzo: il figlio omosessuale delle tre donne. Pur essendo un ruolo muto, è al centro di gran parte delle discussioni che si tengono nel secondo atto. Sul suo conto A e B hanno atteggiamenti contrastanti, mentre C è troppo giovane per conoscerlo, poiché resterà incinta solo alcuni anni dopo.

## Produzioni
Tre donne alte ha debuttato all'English Theatre di Vienna il 14 giugno 1991. Il cast comprendeva: Myra Carter (A), Kathleen Butler (B), Cynthia Bassham (C) ed Howard Nightingale (Ragazzo); Albee, oltre ad essere l'autore del testo, era anche il regista, mentre Clair Cahill curava la scenografia ed i costumi.
Il dramma debutta negli Stati Uniti l'anno successivo, il 30 luglio, al River Arts Repertory Theatre di Woodstock (New York); il cast annoverava: Myra Carter (A), Marian Seldes (B), Jordan Baker (C) e Michael Rhodes (Ragazzo). Laurence Sacharaw curava la regia, James Noone la scenografia, Barbara Beccio i costumi e Peter Waldron le luci.
Tre donne alte ha apre nell'Off-Broadway di New York, al Promendade Theatre, il 13 aprile 1994, dove rimane in scena per un totale di 582 repliche, chiudendo il 26 settembre 1995. Laurence Sacharaw curava ancora la regia, così come James Noone la scenografia, mentre Phil Monat si occupava delle luci e Muriel Stockdale dei costumi. Il cast era il medesimo della produzione di Woodstock e, per la sua interpretazione, Myra Carter vince il Drama Desk Award, l'Obie Award, Lortles Award, l'Outer Critics Circle Award ed il Lucille Lortel Award per la miglior attrice in un dramma. Laurence Sacharaw vince il Lortles Award per il miglior regista, mentre il dramma è nominato ad un Drama Desk per la miglior nuova opera teatrale e vince il Lortles Award, l'Evening Standard Award ed il Premio Pulitzer al teatro.
Il 28 ottobre 1994 Tre donne alte debutta al Wyndham's Theatre di Londra, con la regia di Anthony Page. Facevano parte del cast Maggie Smith (A), Frances de la Tour (B), Anastasia Hille (C), John Ireland (Ragazzo). Allo scadere dei loro contratti, de la Tour e Hille sono state sostituite da Sara Kestelman e Samantha Bond.
Nell'aprile 1995, Tre donne alte arriva in Italia con la traduzione di Masolino d'Amico e la regia di Luigi Squarzina. Il dramma va in scena al Teatro Carignano di Torino con un cast che comprendeva: Marina Malfatti (A), Benedetta Buccellato (B), Gea Lionello (C) e Robert Madison (ragazzo). L'anno successivo la pièce andò in scena al Teatro della Cometa di Roma, con lo stesso cast se non per Fiorenza Marchegiani nel ruolo di B.
Il 1 marzo 2018 Tre donne alte debutta a Broadway 24 anni dopo il debutto nell'Off Broadway. Joe Mantello cura la regia, mentre Glenda Jackson recita nel ruolo di A, Laurie Metcalf in quello di B e Alison Pill in quello di C. Joseph Medeiros interpreta il Ragazzo. Particolarmente apprezzata è stata l'interpretazione di Glenda Jackson, premiata con il Drama Desk Award, l'Outer Critics Circle Award, il Drama League Award ed il Tony Award alla miglior attrice protagonista in un'opera teatrale; nel ruolo di B, Laurie Metcalf ha vinto l'Outer Critics Circle Award e il Tony Award alla miglior attrice non protagonista in un'opera teatrale. La produzione è stata candidata anche al Tony Award al miglior revival, oltre a quello alla miglior regia, costumi, scenografia e regia.
Nel maggio 2022 il Teatro dell'Elfo di Milano porta in scena un nuovo allestimento italiano della pièce, diretto da Ferdinando Bruni ed interpretato da Ida Marinelli (A), Elena Ghiaurov (B), Denise Brambillasca (C) ed Ettore Ianniello (Ragazzo), poi riproposto anche in tournée a Milano nel 2024.